# JAWAN/ジャワーン
『JAWAN/ジャワーン』（Jawan）は、2023年のインドのヒンディー語アクションスリラー映画。タミル語映画の監督アトリーのヒンディー語映画デビュー作であり、シャー・ルク・カーン、ナヤンターラ、ヴィジャイ・セードゥパティ、プリヤーマニ、サニヤー・マルホートラ、ディーピカー・パードゥコーンが出演している。撮影は2021年9月からプネー、ムンバイ、ゴレガオン、ハイデラバード、チェンナイ、ラージャスターン州、アウランガーバードで行われた。
当初は2023年6月2日公開を予定していたが、ポストプロダクションの遅れにより公開日が延期された。その後、9月7日のクリシュナ・ジャンマーシュタミーに合わせて公開され、批評家からはキャストの演技、演出、脚本、アクションシーン、音楽が高く評価され、第69回フィルムフェア賞では作品賞、監督賞を含めた14部門にノミネートされた。また、興行的にはシャー・ルク・カーン主演作『PATHAAN/パターン』を越える114億8000万ルピーの興行収入を記録し、インド映画・ヒンディー語映画の歴代興行記録の多くを塗り替えた。

## ストーリー
インド北東部某所の国境地帯。重傷を負った男が川に流されている姿を発見した少年ジュジュが彼を助け、男は少年の暮らす村で治療を受けることになる。数か月後、村が隣国の軍隊に襲撃された際、意識を取り戻した男は襲撃者たちを一掃、村の救世主と崇められた。しかし男は記憶喪失の状態になっており、命を救われたジュジュは男の正体を調べることを約束する。
30年後。全身を包帯で覆った「チーフ」と呼ばれる男と6人の女（ラクシュミー、イーラム、ヘラナ、イスクラ、カルキ、ジャンヴィ）によってムンバイ・メトロの車両が占拠される事件が発生する。事件の捜査を担当するムンバイ警察テロ対策専門部隊のナルマダ・ライ警部に対し、男は農業大臣を交渉相手に指名し、乗客の身代金として4000億ルピーを要求する。農業大臣は巨額の身代金の支払いに難色を示すが、乗客の中に娘アーリヤがいることを知った大物武器商人カリ・ガイクワードは政府に代わって身代金の支払いを引き受けた。男のやり方を批判するアーリヤに対し、彼は多くの農民が負債を抱えて自殺に追い込まれていること、仲間の一人カルキの父も借金苦で自殺に追い込まれたことを告げると同時に、彼女の父カリが4000億の負債を不正に免除されたことを糾弾する。男は手に入れた身代金を全国で借金に苦しむ700万人の農民の口座に振り込み、駅で待ち構えていたナルマダたちテロ対策専門部隊からの逃走に成功する。一方、解放されたアーリヤは父カリに男からの「犯人の名はヴィクラム・ラトール」という伝言を伝える。
事件後、「チーフ」は女性刑務所長のアーザード、6人の女はその囚人であることが明かされる。刑務所長として名声を得ていたアーザードのもとには縁談の話が届いており、彼は縁談相手の娘スージーと親密になるが、後にスージーの母がナルマダであることが判明する。スージーを通して互いに惹かれ合った2人は結婚を決意するが、アーザードは自分の正体をナルマダに告げられずにいた。そんな中、アーザードは次の標的として保健大臣を狙撃・誘拐し、保健大臣の命と引き換えに劣悪な環境下にある公立病院の設備改善と仲間の一人イーラムにかけられた冤罪事件の真相を公表するように要求する。義弟である保健大臣を人質に取られたカリは、保健省長官K・ジョージに事実を公表するように圧力をかけ、K・ジョージはマスコミの前で事実を公表する。かつて公立病院の医師だったイーラムは60人の子供たちを救うため酸素ボンベの確保を要求したが、当時病院長だったK・ジョージに拒否されたことで子供たちが死亡する医療事故が発生し、その責任をイーラムに押し付けていたことが明かされる。公立病院の改善が実現したことで、アーザードがテレビ放送で名乗った「ヴィクラム・ラトール」の名は社会で英雄視された。そして、アーザードたちは病院を包囲するナルマダたちの手を逃れて逃亡に成功する。その後、アーザードとナルマダの結婚式が執り行われるが、その途中でアーザードが一連の事件の犯人であることが判明し、ナルマダは彼を逮捕しようとするが、カリの実弟マニーシュが2人を襲撃して彼らを拷問する。そんな中、アーザードに瓜二つの男ヴィクラム・ラトールが現れてマニーシュを殺害する。ヴィクラムが気を失ったアーザードを連れて姿をくらませた後、ナルマダはアーザードの居場所を探るため囚人になりすまして女性刑務所に潜入し、彼の仲間の囚人たちからアーザードの生い立ちを教えられる。
1986年。インド陸軍のコマンド部隊に所属するヴィクラム・ラトール大尉は村の女性アイシュワリヤと結婚するが、同じころに人質救出作戦に参加したヴィクラムは、作戦終了後に銃器の動作不良が原因で多くの隊員が戦死したことを公表し、銃器の製造を請け負っていたカリはインド陸軍との契約を打ち切られてしまう。逆恨みしたカリはヴィクラムの自宅を襲撃して彼を連れ去り飛行機で国境地帯に向かい、そこで銃撃されたヴィクラムは飛行機から転落する。一方、取り残されたアイシュワリヤはカリに買収された警官から、「ヴィクラムが国家機密を漏洩させた」とする告発への署名を強要されるが、署名を拒否して警官を殺害したことで逮捕され、ヴィクラムも反逆者の汚名を着せられてしまう。死刑判決を受けたアイシュワリヤだったが、妊娠していることが判明したため執行が延期され、獄中で息子アーザードを出産する。アーザードが5歳の誕生日を迎えた時、アイシュワリヤは父の無実と「虐げられた人たちのために正義を実行して欲しい」とアーザードに告げ、その日のうちに絞首刑に処された。その後、孤児となったアーザードは当時の刑務所長だったカーヴェリの養子となり、母の願いを叶えるため囚人たちと共に社会を変えるために行動を始める。
一方、死んだと思われていたヴィクラムは部族の少年ジュジュに救われ、彼の故郷であるインド北東部の村で暮らしていた。成人して警察官となったジュジュが地下鉄ジャック事件に遭遇した際、「チーフ」の顔を見て村の救世主を思い出し、独自に調査してヴィクラムの正体を突き止める。ジュジュはかつての隊員たちの居場所を調べ、ヴィクラムと引き合わせていた。目を覚ましたアーザードは父ヴィクラムと対面するが、記憶が戻らないままのヴィクラムは父としての実感がわかず、アーザードとの接し方に悩まされていた。そんな中、ナルマダの部下として潜入捜査に協力していたイラニの正体がカリの部下であることが判明し、彼はナルマダやアーザードの仲間の囚人を殺そうとするが、駆け付けたアーザードらによって助け出され、イラニは殺される。しかし、戦闘の中で仲間のラクシュミーが命を落とし、アーザードの正体を知ったナルマダが彼女の代わりに協力を申し出る。アーザードらは、カリが大規模な選挙買収工作のために用意した資金を積んだトラックを襲撃して資金を強奪するが、ヴィクラムたちは捕まってしまう。
アーザードは再び「ヴィクラム・ラトール」と名乗って女性刑務所を占拠したことをテレビ放送で告げ、交渉相手のマーダヴァン・ナーイク特別捜査官に対し、自動投票機を強奪したことを明かし、返還の条件として公害問題を指摘されている53か所の工場の閉鎖を要求し、これを実現させる。海外からの工場誘致を計画していたカリは出資者から見放されて激怒し、ヴィクラムたちを拷問してアーザードの居場所を聞き出す。刑務所に乗り込んだカリは人質にしたヴィクラムを殺そうとするが、銃が不具合を起こして殺すことができず、それをきっかけにヴィクラムは記憶を取り戻す。覚醒したヴィクラムはアーザードと共にカリたちを一掃し、カリを絞首台に連れて行く。カリは、アイシュワリヤが受けた処遇を再現され、ヴィクラム、アーザードやその仲間たちの前で絞首刑に処された。
一連の事件が収束し、ヴィクラムの名誉が回復されたころ、海外で父や仲間たちと共に過ごしていたアーザードのもとをナーイクが訪れ、アーザードが起こした一連の事件はナーイクとの共謀だったことが明かされる。ナーイクはアーザードに対し、スイス銀行を標的にした新しい仕事を依頼する。

## キャスト
※括弧内は日本語吹替
- ヴィクラム・ラトール大尉、アーザード - シャー・ルク・カーン（山本兼平）
- ナルマダ・ライ警部 - ナヤンターラ（杏寺円花）
- カリ・ガイクワード - ヴィジャイ・セードゥパティ（佐々健太）
- ラクシュミー - プリヤーマニ（篠永百合）
- イーラム医師 - サニヤー・マルホートラ（竹内麻沙美）
- イラニ - スニール・グローヴァー（英語版）
- カーヴェリ - リディ・ドーグラー（英語版）
- ヘラナ - サンジータ・バッタチャーリヤ（英語版）
- イスクラ - ギリジャ・オーク（英語版）
- カルキ - レハール・カーン（英語版）
- ジャンヴィ - アーリヤー・クレイシー
- 保健大臣の秘書 - ムケーシュ・チャブラ（英語版）（ヒンディー語版[11]）、ヨーギ・バーブ（タミル語版[11]）
- マニーシュ・ガイクワード - イージャズ・カーン（英語版）
- ジュジュ - サンガイ・ツェルトリム（英語版）
- スージー - シーザー・サロージ・メーヘター
- 農業大臣 - ナレーシュ・ゴッサイン
- 保健大臣 - アシュウィン・コウシャル
- ムラド - スキ・ガレワル
- アーリヤ・ガイクワード - アシュレーシャ・タークル（英語版）
- カルキの母 - スミター・タンベ（英語版）
- カルキの父 - オムカル・ダース・マニクプリ（英語版）
- ムクンド・メナン県長官 - ラヴィンドラ・ヴィジャイ（英語版）
- ベーラムワーラー女性刑務所の副所長 - シリ・ハヌマントゥ[12]
- アイシュワリヤ - ディーピカー・パードゥコーン（特別出演）（平田裕香）
- マーダヴァン・ナーイク特別捜査官 - サンジャイ・ダット（特別出演）
- 「Zinda Banda」歌曲シーン登場 - アトリー（カメオ出演）

## 製作

### 企画
2019年10月、シャー・ルク・カーンがタミル語映画の監督アトリーが手掛ける新作映画に出演することが報じられ、『ビギル 勝利のホイッスル』のプロモーション・イベントに出席したハリシュ・シャンカルも2人のコラボレーションが事実であると発言している。2人はCOVID-19パンデミックが発生していた2020年にZoomを通して物語の構想について協議しており、2021年5月には撮影が近い時期に始まることが報じられた。製作はレッド・チリーズ・エンターテインメントのゴウリー・カーンとゴウラヴ・ヴァルマーが手掛け、2022年6月3日に同社から正式に製作が発表された。報道によると、製作費として30億ルピーが投じられたという。
脚本はアトリーとS・ラマナギリヴァーサンが共同で執筆し、スミット・アローラーが台詞を手掛けている。主要スタッフにはG・K・ヴィシュヌ（撮影監督）、ルーベン（編集技師）、T・ムトゥラージ（美術監督）、アナル・アラス（スタント監督）などアトリー監督作品に参加経験のあるタミル語映画界の人材が起用されたほか、スタントチームにはスピロ・ラザトス、クレイグ・マクレー、ヤニック・ベン、ケチャ・カンパクディー、スニール・ロドリゲスが参加している。また、ダンスシーンの振り付けはファラー・カーン、ヴァイバヴィ・メルチャント、ショービが手掛けている。

### キャスティング
キャスティング監督はムケーシュ・チャブラが務めている。主演のシャー・ルク・カーンは父子の二役を演じ、6パターンの姿で映画に登場することが報じられ、彼のパートナー役にはヒンディー語映画初出演となるナヤンターラが起用された。助演キャストにはプリヤーマニ、スニール・グローヴァー、サニヤー・マルホートラが起用されたほか、ヨーギ・バーブが『チェンナイ・エクスプレス 〜愛と勇気のヒーロー参上〜』以来10年振りにシャー・ルク・カーンと共演することが発表された。また、悪役にはラーナー・ダッグバーティが検討されていたが、彼が健康上の理由で辞退したため、ヴィジャイ・セードゥパティが起用された。2022年8月にはディーピカー・パードゥコーンがゲスト出演するためチェンナイの撮影現場に合流したことが報じられ、翌9月にはヴィジャイがカメオ出演することが報じられたものの、アトリーによって彼の出演は否定され、カメオ出演するのは自分自身であることを明かした。2023年3月にはサンジャイ・ダットがカメオ出演することが報じられた。このほか、アッル・アルジュンにもカメオ出演が打診されていたが、『Pushpa 2: The Rule』の撮影スケジュールと重なっていたため、出演は実現しなかった。

### 撮影

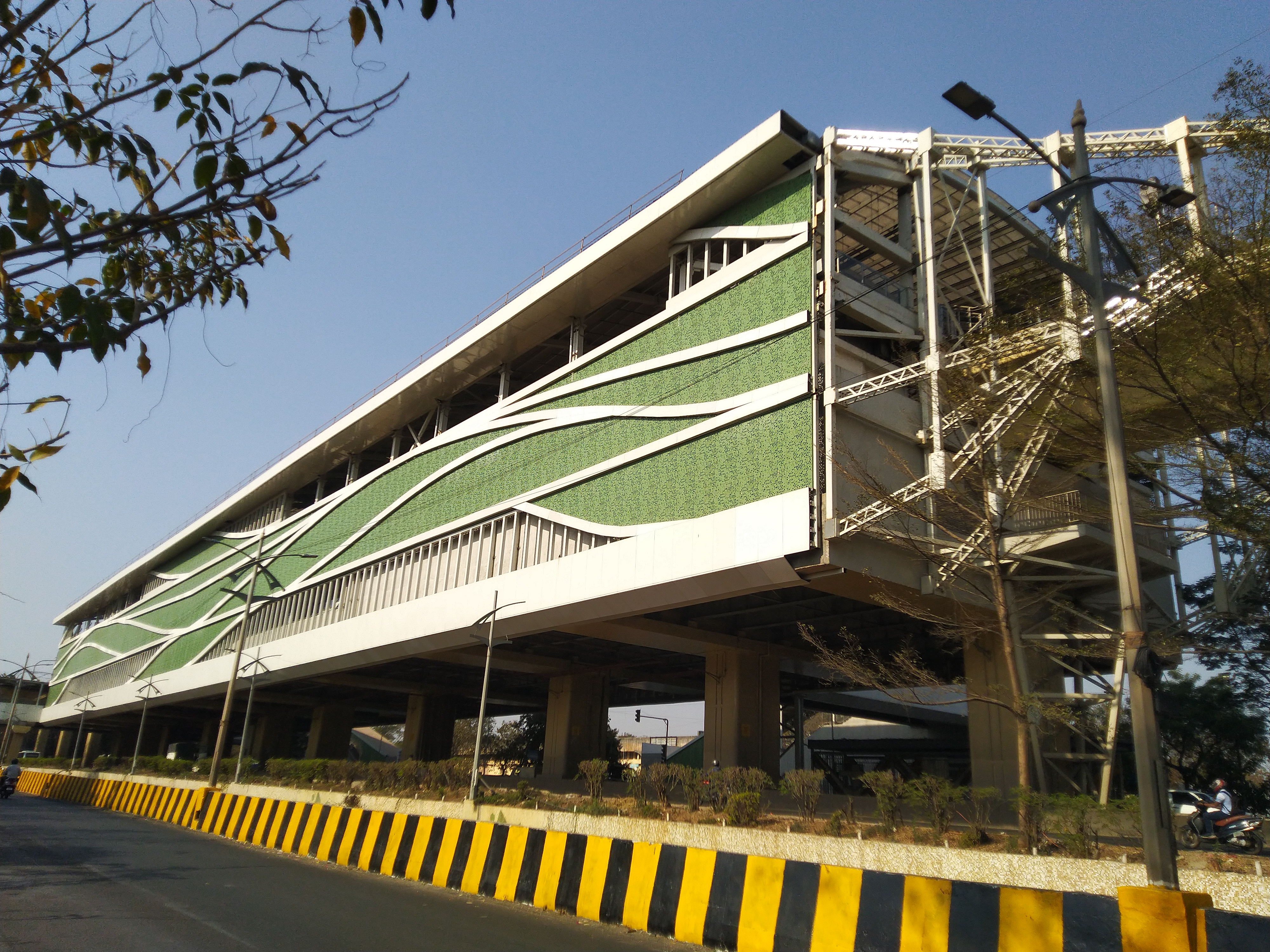
聖トゥカーラーム・ナガル駅

2021年9月からプネーで主要撮影が始まり、8月30日から9月15日にかけて聖トゥカーラーム・ナガル駅で撮影が行われた。同駅ではシャー・ルク・カーンがベンチに腰掛けるシーンなどが撮影され、一日当たり20万ルピーの使用料を同駅に支払ったという。プネー・メトロが映画の撮影に協力したのは『JAWAN/ジャワーン』が初であり、このほかに全長135フィート（約41メートル）のダミー列車がゴレガオンの撮影セット内に作られ、列車ジャックのシーンが撮影された。
2022年6月にはハイデラバードで撮影が行われ、シャー・ルク・カーンとナヤンターラの共演シーンが10日間かけて撮影された。この間の同月9日、ナヤンターラはヴィグネーシュ・シヴァンとの結婚式を執り行うためマハーバリプラムに向かい、同月26日からムンバイでの撮影に合流し、家族との触れ合いのシーンが撮影された。8月からはチェンナイでディーピカー・パードゥコーンの出演するシーンが撮影され、その後にヴィジャイ・セードゥパティが撮影に合流し、シャー・ルク・カーンとのアクションシーンが撮影された。「Zinda Banda」の歌曲シーンはチェンナイに作られた刑務所のセットで撮影が行われ、ショービが振り付けを手掛け、1000人のダンサーを動員して5日間かけて撮影された。また、同曲のタミル語版「Vandha Edam」の撮影も同じ場所で行っている。チェンナイでの撮影は1か月間かけて行われ、10月7日に終了した。10月からはラージャスターン州で撮影が行われ、20日間のスケジュールでシャー・ルク・カーンとナヤンターラの共演シーンが撮影された。
2023年2月にはシャー・ルク・カーンが登場するカーチェイスシーンが撮影され、3月20日からはサンジャイ・ダットの出演シーンが撮影された。4月にはシャー・ルク・カーンとナヤンターラが出演する「Chaleya」の歌曲シーンの撮影がバーンドラ・ワーリ・シー・リンクで行われ、同月末にはシャー・ルク・カーンとディーピカー・パードゥコーンが出演する「Faraatta」の歌曲シーンの撮影がフィルムシティで行われた。2曲の振り付けはファラー・カーンが手掛けている。7月中旬にはシャー・ルク・カーンとナヤンターラが出演する「Not Ramaiya Vastavaiya」の歌曲シーンの撮影がヤシュ・ラージ・スタジオで行われ、ヴァイバヴィ・メルチャントが振り付けを手掛けた。

### ポストプロダクション
2023年1月からポストプロダクションが始まり、CG処理とVFX作業が広範囲に及ぶことから、作業は6か月間かけて行われた。編集作業はルーベンが手掛け、VFX作業はレッド・チリーズVFXが手掛けている。また、視覚効果スーパーバイザーとしてハリー・ヒンゴラーニが参加しており、VFXプロデューサーはケイタン・ヤーダヴが務めている。このほかにレッド・チリーズ・カラーのケン・メツケルがカラーグレーディングを手掛け、クナル・ラージャンが音響デザイナーを務めている。タミル語版・テルグ語版の吹き替え作業も行われ、ナヤンターラの吹き替えはディーパ・ヴェンカットが担当し、ディーピカー・パードゥコーンの吹き替えはラヴィーナー・ラヴィが担当している。このほか、ナレーシュ・ゴッサインの吹き替えはV・T・V・ガネーシュ、オムカル・ダース・マニクプリの吹き替えはジョージ・マリヤーン、スキ・ガレワルの吹き替えはマノージュ・パーンデーが担当している。2023年8月中旬までにファイナルカットが完成し、同月中に中央映画認証委員会に送付された。同月22日にレイティングが「U/A」に決定し、上映時間は169分で認証された。

### 音楽
サウンドトラックの作曲はアニルド・ラヴィチャンダルが手掛けた。『デーヴィド 二つの物語』『Jersey』で作曲家の一人として参加した経験はあるが、単独でヒンディー語映画の作曲を手掛けるのは『JAWAN/ジャワーン』が初となる。当初はA・R・ラフマーンの起用を検討していたが、彼が参加を辞退したためアニルド・ラヴィチャンダルが起用されたという。オーディオ権はT-Seriesが3億6000万ルピーで取得しており、これはヒンディー語映画のアルバムの権利料として歴代最高額である。サウンドトラックは7曲（「Zinda Banda」「Chaleya」「Not Ramaiya Vastavaiya」「Aararaari Raaro」「Jawan Title Track」「Faraatta」「Chaleya (Arabic Version)」）で構成され、イルシャード・カミルとクマールが作詞を手掛けている。

## 作品のテーマ
シャー・ルク・カーンは『JAWAN/ジャワーン』のテーマについて「女性のエンパワーメント」と語っている。また、『ザ・テレグラフ』のアグニヴォ・ニヨギは『JAWAN/ジャワーン』には複数のシャー・ルク・カーン主演作品（『それでも心はインド人』『行け行け! インド』『Swades』『チェンナイ・エクスプレス 〜愛と勇気のヒーロー参上〜』）にオマージュを捧げていると指摘しているほか、『インディア・トゥデイ』は『JAWAN/ジャワーン』に影響を与えた作品として『行け行け! インド』を挙げている。さらに、『ザ・ヒンドゥー』は影響を与えた作品として『Main Hoon Na』『神が結び合わせた2人』『Duplicate』を挙げている。
主要キャラクターの一人であるイーラム医師は、実在の人物や実際に起きた事件をモデルにしており、キャラクター設定に大きな影響を与えた人物として2017年ゴーラクプル病院死亡事故で児童が死亡した責任を追及され逮捕された後に無罪が言い渡された医師の一人であるカフィール・カーンが挙げられている。このほかにインドにおける農民の自殺についての問題も取り上げられており、ヴィクラム・ラトールとカリ・ガイクワードが対立する原因となったエピソードは、インド陸軍のボフォース社製の榴弾砲購入に関連した疑獄事件であるボフォース・スキャンダルをモデルとしている。

## マーケティング
2022年6月3日に全身傷だらけで包帯を巻いたシャー・ルク・カーンの姿を描いた特報映像が公開され、タイトルと公開日が明かされた。その後、2023年5月6日に宣伝ポスターが公開されたが、その際に公開日が延期されたことが明かされ、7月10日には「Jawan Prevue」と題されたティーザー映像が公開された。このティーザー映像は公開から24時間で動画再生回数1億1200万回を記録し、インド映画の歴代最高再生回数を更新した。また、『ミッション:インポッシブル/デッドレコニング PART ONE』『ジェイラー』『Gadar 2』の公開時にも『JAWAN/ジャワーン』のティーザー映像が流された。
2023年7月に「Zinda Banda」が公開され、シャー・ルク・カーンのフックステップが話題を集め、SNS上ではフックステップを真似したダンス動画の投稿が相次ぐなど一大センセーションを巻き起こした。また、プロモーションの一環としてムンバイ・メトロの駅構内に『JAWAN/ジャワーン』のポスターが掲示され、8月25日からオフィシャルグッズの発売が始まった。同月30日にはチェンナイのシュリ・サーイ・ラーム工科大学でプレリリース・イベントが開催され、来賓としてカマル・ハーサンが招待された。プレリリース・イベントの放送権はサンTVネットワークが取得し、9月3日にサンTVとスーリヤTVで放送された。8月31日にオフィシャル・トレーラーが公開され、ドバイではブルジュ・ハリファにオフィシャル・トレーラーの映像を映し出すプロモーションが行われ、このプロモーションにはアトリー、シャー・ルク・カーン、アニルド・ラヴィチャンダルがサ参加している。このほか、映画の公開後には『JAWAN/ジャワーン』をイメージしたGoogle Doodleが公開された。

## 公開

### 劇場上映
2023年9月7日に2D・IMAX・4DXで劇場公開され、同時にタミル語吹替版・テルグ語吹替版も公開された。当初は2023年6月2日公開を予定していたが、2023年5月に8月公開に変更されたことが発表されたものの、一方で予定通り6月に公開されるとも報じられていた。その後、最終的な公開日が2023年9月7日に決定したことが発表された。また、『JAWAN/ジャワーン』はレーオンベルクにある世界最大規模のIMAX劇場IMAXレーオンベルクで上映された最初のインド映画であり、世界公開と同時にバングラデシュで公開された最初のインド映画でもある。上映スクリーン数は全世界で1万スクリーンを越え、インド映画・ヒンディー語映画の歴代最高記録を更新した。スクリーン数の内訳はインド国内が5500スクリーン、海外市場が4500スクリーンとなっている。また、タミル・ナードゥ州では650スクリーン、ケララ州では350スクリーンを記録しており、両地域で上映されたヒンディー語映画として最大規模のスクリーン数となった。このほか、西ベンガル州では人気の高さからモーニング上映が午前2時15分から設定され、ビハール州でも同様に午前5時からの上映回が設定された。
『JAWAN/ジャワーン』はヒンディー語映画歴代最高額の興行収入を記録し、2023年1月に公開されたシャー・ルク・カーン主演作『PATHAAN/パターン』が保持していた記録を塗り替えた。また、シネマコンプレックスではアクセスが集中して予約サイトがダウンする事態が多発している。9月30日にレーで開催されたヒマラヤ映画祭で上映されたほか、2024年11月29日には日本で公開された。

### 配給
北インド・西インドの配給はペン・スタジオが手掛け、タミル・ナードゥ州とケララ州の配給権はシュリー・ゴークラム・ムービーズが5億ルピーで取得し、同社と配給パートナー契約を結んだレッド・ジャイアント・ムービーズがタミル・ナードゥ州、ドリーム・ビッグ・フィルムズがケララ州の配給を手掛けている。このほか、アーンドラ・プラデーシュ州とテランガーナ州の配給はシュリ・ヴェンカテーシュワラ・クリエーションズ、マイスール地域の配給はパノラマ・スタジオ、シュリー・ヴェンカテーシュ・フィルムズの配給は西ベンガル州、ラージシュリー・プロダクションの配給はオリッサ州、ビハール州の配給はプラカーシュ・ピクチャーズがそれぞれ手掛けている。
海外市場の配給権はヤシュ・ラージ・フィルムズが取得し、シンガポールの配給はホーム・スクリーン・エンターテインメント、スペインの配給はライトハウス・ディストリビューション、バングラデシュの配給はアクション・カット・エンターテインメントとラングドヌ・グループ、フランスの配給はフライデー・エンターテインメントがそれぞれ手掛けている。

### ホームメディア
デジタル配信権はNetflixが25億ルピーで取得し、2023年11月2日にエクステンデッド版がヒンディー語・タミル語・テルグ語で配信された。

## 評価

### 興行収入
公開初日のヒンディー語版の興行収入は5億1350万ルピーを記録し、タミル語版吹替・テルグ語吹替版の合計興行収入は2億4050万ルピーを記録している。海外市場を含めた公開初日の興行収入は13億1500万ルピーとなり、『PATHAAN/パターン』の記録を抜いてインド映画・ヒンディー語映画の歴代最高額を記録した。また、オーストラリアでは40万ドルの興行収入を記録している。公開2日目にはインド国内でヒンディー語版の興行収入が4億5000万ルピーを記録し、公開3日間で国内興行収入が20億ルピーを越え、公開5日目には興行収入が30億ルピーを越え、ヒンディー語映画史上最速記録を更新した。さらに、公開9日目には興行収入が40億ルピーを越え、公開13日目には興行収入が50億ルピーを越えている。公開17日目には『PATHAAN/パターン』の記録を抜いてヒンディー語映画歴代興行成績第1位にランクインし、公開18日目にはインド映画として6本目、ヒンディー語映画としては3本目となる1000カロール・クラブ入りを果たした。公開第4週末の興行収入も歴代最高額を記録したほか、ヒンディー語映画として初めて国内興行収入が60億ルピーを記録した。
海外市場では公開週末の興行収入が3262万ドルを記録し、2023年9月12日までにMENAでは864万ドル、イギリス・ヨーロッパでは822万ドルの興行収入を記録している。また、南インドでは7億3100万ルピーを記録し、『PATHAAN/パターン』の記録（2億1750万ルピー）を抜いてヒンディー語映画として歴代最高額を記録したほか、吹替版だけで興行収入5億ルピーを記録している。10月4日にはインド映画として初めて中東地域の興行収入が1600万ドルを記録した。最終的な観客動員数は3920万人を超えており、シャー・ルク・カーン主演作の中では『DDLJ 勇者は花嫁を奪う』の記録（4797万人）に次ぐ観客動員数となっている。

### 批評

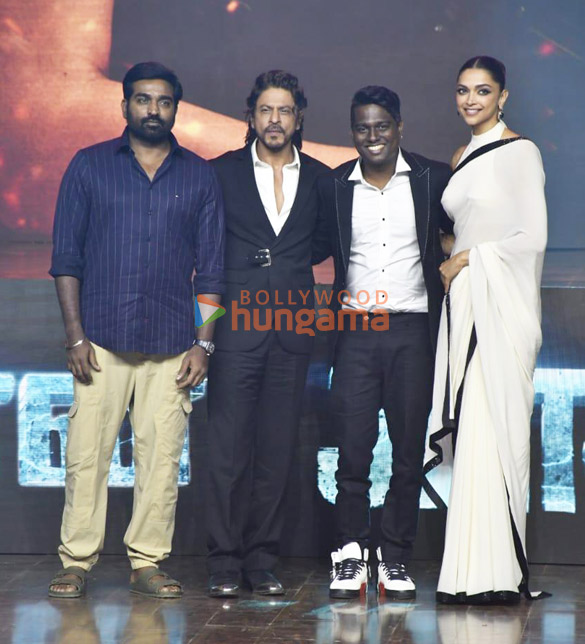
『JAWAN/ジャワーン』の大ヒット記念イベントに出席するヴィジャイ・セードゥパティ、シャー・ルク・カーン、アトリー、ディーピカー・パードゥコーン

『JAWAN/ジャワーン』はキャストの演技、演出、脚本、アクションシーン、音楽が高い評価を得ている。Rotten Tomatoesでは38件の批評に基づき支持率89パーセント、平均評価7.7/10となっており、批評家の一致した見解は「どんでん返しと息を吞むようなアクションが満載の『JAWAN/ジャワーン』は、複雑に入り組んだプロットと長大な上映時間をハイテンションな豪快さで上手くまとめている」となっている。
『Rediff.com』のスカンニャー・ヴァルマーは4/5の星を与え、政治的なテーマについて「大胆に、かつ直接的に無能な政府を糾弾し、指の力と投票が持つ力を認識するように訴えている」と指摘し、『インディアン・エクスプレス』のシューブラ・グプタは3.5/5の星を与えて「古めかしい大衆娯楽映画として臆面もなく作られたにもかかわらず、観客にタイムリーな政治的メッセージを届けてくれた」と批評している。また、『ヒンドゥスタン・タイムズ』のモーニカ・ラーワル・ククレージャは映画を「重厚で有意義なアクション映画」と評し、『Scroll.in』のナンディニ・ラームナートは映画の成功に大きな役割を果たした功労者としてシャー・ルク・カーンを挙げ、「彼の"懐が深く、愛に満ち、マッチョイムズに頼らない古風な英雄であり、不遜ながら誠実でもある"というスクリーンイメージは、ほかの俳優ならば破綻していたであろう奇抜な物語を売り込むのに一役買ったことは疑いないだろう」と指摘している。また、『インディア・トゥデイ』のトゥシャール・ジョーシーも3.5/5の星を与えて「カーンの演技とアトリーの演出によって、典型的なロビン・フッド調のストーリーが上手く改善されている」と批評している。
『ニュース18』のソニル・デディアは4/5の星を与えて「大衆好みで刺激的な宣伝に応える野心的なヴィジランテ・アクション・スリラー映画だ。奇抜な脚本ではあるものの、スターの放つ力とスタイルに魅了されることだろう」と批評し、『ザ・タイムズ・オブ・インディア』は3.5/5の星を与え「前作の『PATHAAN/パターン』よりもストーリーとテーマが備わっていた」と批評している。また、『ボリウッド・ハンガマ』のタラン・アダルシュは4.5/5の星を与えて「『JAWAN/ジャワーン』は一級品の演技、スリリングで喝采を叫ぶに値する瞬間、桁外れのアクションシーン、そしてシャー・ルク・カーンのこれまでに見せたことのない姿が込められた最高の大衆娯楽映画である。興行的な面で言えば、これまでに類を見ないスケールのブロックバスター映画として新記録を打ち立て、これまでの興行成績を塗り替える作品になるだろう」と批評し、『フィルムフェア』のデーヴェン・シャルマーも4/5の星を与えて「アクションの殺陣はハリウッドの一流映画に匹敵する出来栄えだ」と絶賛した。さらにニューデリー・テレビジョンのサイバル・チャテルジーも3.5/5の星を与えて「ハイテンションなアクション映画に求められる要素のすべてが詰まった『JAWAN/ジャワーン』は、スター俳優がファンと直接コミュニケーションをとり、人々が解決を待ち望む問題について語りかけるという極めてメタ的な作品である」と批評し、『ミント・ラウンジ』のウダイ・バティアは「カーンがベストを尽くしたにもかかわらず、映画のストーリーは終始まとまりに欠けたものになっている」と指摘している。
『ガルフ・ニュース』のマンジュシャー・ラーダクリシュナンは3.5/5の星を与え、シャー・ルク・カーンの「ジョージ・クルーニーをさらに上質にした姿と演技」を称賛し、同時に彼とナヤンターラのスター性及びディーピカー・パードゥコーンとのコンビネーションを評価した。また、『ガーディアン』のマイク・マッカヒルは3/5の星を与えて「タミル語映画界の新進気鋭のアクションアーティストであるアトリーは、南インド映画に特有の荒々しさと社会的道義心を映画に取り入れ、地域の差し迫った問題を大衆に訴えかけているが、どうやら自分の作品のコントロールを失ってしまったようだ」と批評し、『インディワイヤー』のプロマ・コースラーはアトリーの演出やアニルド・ラヴィチャンダルの音楽、主要キャストの演技を称賛し、「この映画は大スクリーンで大勢の観客と共に体験するべき作品だ」とコメントしている。このほかに『フィルム・スレット』のアラン・ウングは「『JAWAN/ジャワーン』は往年のアクション映画を思い出させてくれる作品」、『Polygon』のピート・ヴォルクは「ロビン・フッドとチャーリーズ・エンジェルが出会ったかのような映画」とそれぞれ映画を評しており、『RogerEbert.com』のサイモン・エイブラムスは「『JAWAN/ジャワーン』がこれまでのシャー・ルク・カーン主演作を越えるような内容を提供できなかった大きな理由は、製作者が思いつく限りのマサラ映画風味のサブプロットを盛り込み過ぎたことだろう。それでも、『JAWAN/ジャワーン』はカーンの過去2作のカムバック作品（『ブラフマーストラ』『PATHAAN/パターン』）と異なっており、製作者は紆余曲折の展開を扱うことに長けているようだ」と批評している。

### 受賞・ノミネート
| 映画賞                                          | 授賞日        | 部門                       | 対象 | 結果       | 出典                    |
| ----------------------------------------------- | ------------- | -------------------------- | --- | ---------- | ----------------------- |
| 2024アストラ映画賞                              | 2024年1月6日  | 国際映画賞                 | 『JAWAN/ジャワーン』                                                                                          | ノミネート | [ 179 ]                 |
| 第69回フィルムフェア賞                          | 2024年1月28日 | 作品賞                     | 『JAWAN/ジャワーン』                                                                                          | ノミネート | [ 180 ] [ 181 ]         |
| 第69回フィルムフェア賞                          | 2024年1月28日 | 監督賞                     | アトリー | ノミネート | [ 180 ] [ 181 ]         |
| 第69回フィルムフェア賞                          | 2024年1月28日 | 原案賞                     | アトリー | ノミネート | [ 180 ] [ 181 ]         |
| 第69回フィルムフェア賞                          | 2024年1月28日 | 主演男優賞                 | シャー・ルク・カーン                                                                                          | ノミネート | [ 180 ] [ 181 ]         |
| 第69回フィルムフェア賞                          | 2024年1月28日 | 台詞賞                     | スミット・アローラー                                                                                          | ノミネート | [ 180 ] [ 181 ]         |
| 第69回フィルムフェア賞                          | 2024年1月28日 | 音楽アルバム賞             | アニルド・ラヴィチャンダル                                                                                    | ノミネート | [ 180 ] [ 181 ]         |
| 第69回フィルムフェア賞                          | 2024年1月28日 | 女性プレイバックシンガー賞 | ディープティ・スレーシュ 「Aararaari Raaro」                                                                  | ノミネート | [ 180 ] [ 181 ]         |
| 第69回フィルムフェア賞                          | 2024年1月28日 | 女性プレイバックシンガー賞 | シルパー・ラーオ 「Chaleya」                                                                                  | ノミネート | [ 180 ] [ 181 ]         |
| 第69回フィルムフェア賞                          | 2024年1月28日 | 編集賞                     | ルーベン | ノミネート | [ 180 ] [ 181 ]         |
| 第69回フィルムフェア賞                          | 2024年1月28日 | 美術賞                     | T・ムトゥラージ                                                                                               | ノミネート | [ 180 ] [ 181 ]         |
| 第69回フィルムフェア賞                          | 2024年1月28日 | 振付賞                     | ショービ 「Zinda Banda」                                                                                      | ノミネート | [ 180 ] [ 181 ]         |
| 第69回フィルムフェア賞                          | 2024年1月28日 | 撮影賞                     | G・K・ヴィシュヌ                                                                                              | ノミネート | [ 180 ] [ 181 ]         |
| 第69回フィルムフェア賞                          | 2024年1月28日 | 衣装賞                     | シャリーナ・ナタニ カヴィタ・J アニルド・シン ディーピカー・ラール                                            | ノミネート | [ 180 ] [ 181 ]         |
| 第69回フィルムフェア賞                          | 2024年1月28日 | アクション賞               | スピロ・ラザトス アナル・アラス クレイグ・マクレー ヤニック・ベン ケチャ・カンパクディー スニール・ロドリゲス | 受賞       | [ 180 ] [ 181 ]         |
| 第69回フィルムフェア賞                          | 2024年1月28日 | VFX賞                      | レッド・チリーズVFX                                                                                           | 受賞       | [ 180 ] [ 181 ]         |
| ジー・シネ・アワード                            | 2024年3月16日 | 作品賞                     | 『JAWAN/ジャワーン』                                                                                          | ノミネート | [ 182 ] [ 183 ]         |
| ジー・シネ・アワード                            | 2024年3月16日 | 審査員選出作品賞           | 『JAWAN/ジャワーン』                                                                                          | 受賞       | [ 182 ] [ 183 ]         |
| ジー・シネ・アワード                            | 2024年3月16日 | 監督賞                     | アトリー | 受賞       | [ 182 ] [ 183 ]         |
| ジー・シネ・アワード                            | 2024年3月16日 | 原案賞                     | アトリー | 受賞       | [ 182 ] [ 183 ]         |
| ジー・シネ・アワード                            | 2024年3月16日 | 主演男優賞                 | シャー・ルク・カーン                                                                                          | ノミネート | [ 182 ] [ 183 ]         |
| ジー・シネ・アワード                            | 2024年3月16日 | 審査員選出主演男優賞       | シャー・ルク・カーン                                                                                          | 受賞       | [ 182 ] [ 183 ]         |
| ジー・シネ・アワード                            | 2024年3月16日 | 主演女優賞                 | ナヤンターラ                                                                                                  | ノミネート | [ 182 ] [ 183 ]         |
| ジー・シネ・アワード                            | 2024年3月16日 | 音楽賞                     | アニルド・ラヴィチャンダル                                                                                    | 受賞       | [ 182 ] [ 183 ]         |
| ジー・シネ・アワード                            | 2024年3月16日 | 作曲賞                     | アニルド・ラヴィチャンダル                                                                                    | 受賞       | [ 182 ] [ 183 ]         |
| ジー・シネ・アワード                            | 2024年3月16日 | 台詞賞                     | スミット・アローラー                                                                                          | 受賞       | [ 182 ] [ 183 ]         |
| ジー・シネ・アワード                            | 2024年3月16日 | アクション賞               | スピロ・ラザトス アナル・アラス クレイグ・マクレー ヤニック・ベン ケチャ・カンパクディー スニール・ロドリゲス | 受賞       | [ 182 ] [ 183 ]         |
| ジー・シネ・アワード                            | 2024年3月16日 | 視覚効果賞                 | ハリー・ヒンゴラーニ ケイタン・ヤーダヴ                                                                       | 受賞       | [ 182 ] [ 183 ]         |
| ピンクヴィッラ・スクリーン&スタイル・アイコン賞 | 2024年3月18日 | 大衆選出作品賞             | 『JAWAN/ジャワーン』                                                                                          | ノミネート | [ 184 ]                 |
| ピンクヴィッラ・スクリーン&スタイル・アイコン賞 | 2024年3月18日 | 審査員選出作品賞           | 『JAWAN/ジャワーン』                                                                                          | ノミネート | [ 184 ]                 |
| ピンクヴィッラ・スクリーン&スタイル・アイコン賞 | 2024年3月18日 | 大衆選出監督賞             | アトリー | 受賞       | [ 184 ]                 |
| ピンクヴィッラ・スクリーン&スタイル・アイコン賞 | 2024年3月18日 | 大衆選出主演男優賞         | シャー・ルク・カーン                                                                                          | ノミネート | [ 184 ]                 |
| ピンクヴィッラ・スクリーン&スタイル・アイコン賞 | 2024年3月18日 | 大衆選出主演女優賞         | ナヤンターラ                                                                                                  | ノミネート | [ 184 ]                 |
| 第24回国際インド映画アカデミー賞                | 2024年9月28日 | 作品賞                     | 『JAWAN/ジャワーン』                                                                                          | ノミネート | [ 185 ] [ 186 ] [ 187 ] |
| 第24回国際インド映画アカデミー賞                | 2024年9月28日 | 監督賞                     | アトリー | ノミネート | [ 185 ] [ 186 ] [ 187 ] |
| 第24回国際インド映画アカデミー賞                | 2024年9月28日 | 主演男優賞                 | シャー・ルク・カーン                                                                                          | 受賞       | [ 185 ] [ 186 ] [ 187 ] |
| 第24回国際インド映画アカデミー賞                | 2024年9月28日 | 悪役賞                     | ヴィジャイ・セードゥパティ                                                                                    | ノミネート | [ 185 ] [ 186 ] [ 187 ] |
| 第24回国際インド映画アカデミー賞                | 2024年9月28日 | 音楽監督賞                 | アニルド・ラヴィチャンダル                                                                                    | ノミネート | [ 185 ] [ 186 ] [ 187 ] |
| 第24回国際インド映画アカデミー賞                | 2024年9月28日 | 作詞賞                     | クマール 「Chaleya」                                                                                          | ノミネート | [ 185 ] [ 186 ] [ 187 ] |
| 第24回国際インド映画アカデミー賞                | 2024年9月28日 | 女性プレイバックシンガー賞 | ディープティ・スレーシュ 「Aararaari Raaro」                                                                  | ノミネート | [ 185 ] [ 186 ] [ 187 ] |
| 第24回国際インド映画アカデミー賞                | 2024年9月28日 | 女性プレイバックシンガー賞 | シルパー・ラーオ 「Chaleya」                                                                                  | 受賞       | [ 185 ] [ 186 ] [ 187 ] |
| 第24回国際インド映画アカデミー賞                | 2024年9月28日 | 撮影賞                     | G・K・ヴィシュヌ                                                                                              | 受賞       | [ 185 ] [ 186 ] [ 187 ] |
| 第24回国際インド映画アカデミー賞                | 2024年9月28日 | 再録音賞                   | サンパト・アルワル クリス・ジェイコブソン ロブ・マーシャル マーティ・ハンフリー                               | 受賞       | [ 185 ] [ 186 ] [ 187 ] |
| 第24回国際インド映画アカデミー賞                | 2024年9月28日 | 特殊効果賞                 | レッド・チリーズVFX                                                                                           | 受賞       | [ 185 ] [ 186 ] [ 187 ] |
| 第71回国家映画賞                                | 2025年8月1日  | 主演男優賞                 | シャー・ルク・カーン                                                                                          | 受賞       | [ 188 ]                 |
| 第71回国家映画賞                                | 2025年8月1日  | 女性プレイバックシンガー賞 | シルパー・ラーオ 「Chaleya」                                                                                  | 受賞       | [ 188 ]                 |

## 続編構想
メディアでは続編の可能性が報じられており、『JAWAN/ジャワーン』の成功を受けてシャー・ルク・カーンも続編の可能性について言及した。また、アトリーも『ピンクヴィッラ』からの取材の中で続編の構想があることを認め、ヴィクラム・ラトールを中心としたスピンオフ作品の製作を計画していることも明かした。2023年9月には、アトリーが続編の脚本執筆を始めたことが報じられた。